# Cortaderas (Salta)
Cortaderas es una localidad del departamento Iruya, en la provincia de Salta, Argentina. Está poblado por 48 familias de agricultores que cultivan citrus y se dedican a talar árboles para producir madera.
Está ubicado a 90 km de Orán y a 20 km de Isla de Cañas.
La localidad surgió a orillas del río de las Cortaderas y a medida que la población aumentaba se fue poblando el otro margen del río, conformando el lado viejo y el lado nuevo. La escuela, la sala de primeros auxilios y la iglesia quedaron del lado viejo y del otro lado vive la mitad de la población. En diciembre el caudal del río aumenta impidiendo que la población del lado nuevo asista a los servicios esenciales, como la sala de primeros auxilios, a la escuela y tampoco a misa, y los del lado viejo se quedan encerrados al no tener acceso a la ruta provincial 18. Una solución parcial fue construir otra iglesia del lado nuevo y otro equipo de fútbol, pero los vecinos reclaman la construcción de un puente sobre el río